# Hollywell
Hollywell ist ein Vorort von Gold Coast in Queensland in Australien. Während der Volkszählung 2021 hatte Hollywell 2930 Einwohner. Im Osten umfasst der Vorort auch Teile des Electoral district of Broadwater. Im Westen liegt der Sanctuary Park.

## Geschichte
Der Name des Orts geht auf Joe Proud zurück, der dort 1882 mit seiner Familie siedelte und sein Haus nach seiner Heimat in Großbritannien benannte. 1890 erwarb er 120 Hektar Land im Gebiet von Hollywell und Runaway Bay. Proud war 34 Jahre lang Mitglied im Southport Town Council und  bis 1948 Bürgermeister von Southport.

## Bevölkerung
Während der Volkszählung 2021 hatte Hollywell 2930 Einwohner. Davon waren 49,3 % weiblich und 50,7 % männlich. Das durchschnittliche Alter der Hollyweller beträgt 51 Jahre. Das sind 13 Jahre mehr als der australische Durchschnitt. 73,9 % der Bewohner sind in Australien geboren. Die großen Minderheiten kommen aus Neuseeland mit 6,2 %, Großbritannien mit 6,0 %, Südafrika mit 1,2 % und Deutschland sowie den Vereinigten Staaten mit je 0,6 %.